# John Ortega
John Ortega est un bassiste chanteur et guitariste de death metal américain né en 1965.

## Biographie
Il commence sa carrière avec Morbid Angel en 1986 avec qui il enregistre plusieurs démos dont Scream Forth Blasphemies et quelques morceaux de l'album Abominations of Desolation.
Après avoir quitté le groupe, il crée Matricide dont il est l'unique membre. En 1991 il est invité sur les albums de Master et Rumble Militia.

## Discographie

### AvecMorbid Angel
- Scream Forth Blasphemies (demo 1986)
- Bleed for the Devil (demo 1986)
- Total Hideous Death (demo 1986)
- Abominations of Desolation (1986)

### Avec Matricide
- Mother's Day (demo 1987)
- Elysium (demo 1988)

### AvecMaster(invité)
- On the Seventh Day God Created… Master (1991)